# Minurus fulvescens
Minurus fulvescens là một loài bọ cánh cứng trong họ Rhynchitidae. Loài này được Blanchard miêu tả khoa học năm 1851.